# Doa translucida
Doa translucida is een vlinder uit de familie van de Doidae. De wetenschappelijke naam van de soort is voor het eerst geldig gepubliceerd in 1910 door Dognin.